# Бог Отец

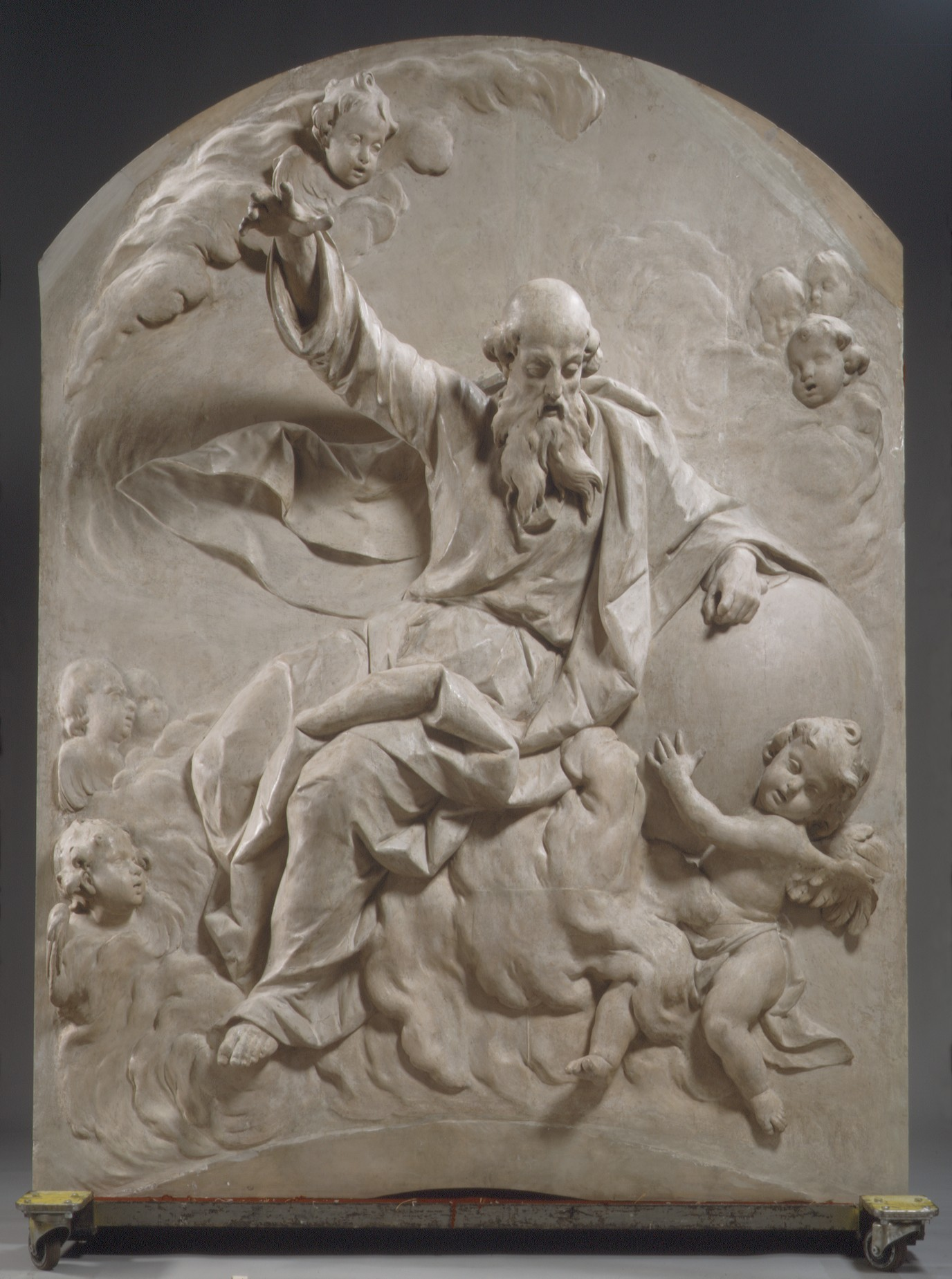
Бог Отец, Франц Игнац Гюнтер

Бог Отец (греч. Ο Θεός Πατήρ, лат. Deus Pater) — в христианском тринитарном богословии Бог Отец — первая, начальная и причинная ипостась Святой Троицы.

Христианство утверждает, что Он — Творец мира и человека: «Отец — есть предначинательная причина всего существующего». Догмат о Боге Отце закреплён в Никео-Цареградском Символе веры: 
Ве́рую во Еди́ного Бо́га Отца́, Вседержи́теля, Творца́ не́бу и земли́, ви́димым же всем и неви́димым.
При этом во всём творении и последующем промышлении об ангелах, о людях, о животных, о растениях, о материальных вещах и стихиях, в равной степени всегда участвуют все три Ипостаси Троицы:

Словом Господа сотворены небеса, и Духом уст Его — все воинство их.
— Пс. 32:6
Ириней Лионский называет Превечные Слово (Бог Сын) и Дух двумя руками Отца.
Бог Сын назвал всех людей Своими братьями:

Истинно говорю вам: так как вы сделали это одному из сих братьев Моих меньших, то сделали Мне.
— Мф. 25:40

отцом себе не называйте никого на земле, и́бо один у вас Отец, Который на небесах.
— Мф. 23:9

Я сказал: вы — боги, и сыны Всевышнего — все вы.
— Пс. 81:6
Много писавший о догмате троичности Григорий Богослов даёт следующие характеристики Бога Отца:
| - …будем представлять и называть Отца безначальным и началом — началом как Причину, как Источника, как присносущный Свет… - …Отец безначален, потому что ни от кого иного, даже от Себя самого не заимствовал своё бытие. - …Дух исходит от Отца: не любопытствуй знать, как исходит. |

Греческие богословы считали божественное Лицо Бога Отца началом единства Троицы, давшим другим ипостасям их происхождение: «к Единому возводятся Те, Которые происходят от Него, будучи Тремя по вере…». Поэтому Троица мыслится как Божье Царство — Монархия — Единоначалие Отца — абсолютное Всемогущество в смиренном самопожертвовании.
Согласно христианскому вероучению, Бог Отец познаётся только через Сына Божьего:

никто не знает Сына, кроме Отца; и Отца не знает никто, кроме Сына, и кому Сын хочет открыть
— Мф. 11:27
В самом высшем христианском таинстве Евхаристии — центре жизни православного христианина, почти все молитвы обращены только к Лицу Бога Отца.
По причине того, что Бог Отец не являлся людям в видимом образе, Стоглавый собор в 1551 году запретил особые изображения Бога Отца: Сопрестолие, Отечество (икона), Ветхий денми, Распятие в лоне Отчем, Саваоф, Шестоднев, Всевидящее Око, Отче наш, Премудрость Божия и другие. В качестве канонического изображения данный собор утвердил икону «Троица» Андрея Рублева.
В некоторых православных храмах присутствуют изображения Бога Отца в виде седовласого Старца, вверху иконостаса в чине праотцов, в куполе храма, на иконах.
Согласно «Лекциям по философии религии» Гегеля, Бог Отец — первое определение абсолютной идеи. Это чистая идеальность и чистое единство с самим собой, абстрактное мышление всеобщего предмета, диалектически вызывающее абсолютное разделение, а далее — триединство.